# Tariq Shabbir Khan Mayo
Tariq Shabir Khan Mayo là thành viên của Quốc hội Pakistan. Ông Tariq được bầu MNA từ cử tri NA-129 của Lahore.
Một lệnh bắt giữ đã được ban hành ngày 04 tháng 06, 2011 để buộc ông có mặt tại tòa án liên quan đến một trường hợp gian lận.